# Логит
Логит е математическа функция, която е квантилната функция на статистическото стандартно логистично разпределение.
Тя е обратната функция на стандартната логистична функция {\displaystyle \sigma (x)=1/(1+e^{-x})} и се дефинира като:
{\displaystyle \operatorname {logit} p=\sigma ^{-1}(p)=\ln {\frac {p}{1-p}}\quad {\text{за}}\quad p\in (0,1).}
Тя преобразува стойностите на вероятностите от интервала {\displaystyle (0,1)} в реални числа в интервала {\displaystyle (-\infty ,+\infty )}. Логит функцията има множество приложения в анализа на данни и машинното самообучение, особено в преобразуването на данни.